# Marmon-Herrington
Marmon-Herrington Company, Inc — американская компания, производитель транспортных средств, основанная в 1931 году в Индианаполисе, Индиана. Сейчас компания базируется в Луисвилле, Кентукки. Компания была основана Артуром Херрингтоном и Уолтером Мармоном.

## История
Уолтер Мармон был руководителем в своей семейной фирме Marmon Motor Car Company, занимавшейся производством люксовых автомобилей. Полковник Херрингтон в свою очередь занимался проектированием военных полноприводных грузовиков марки QMC при квартирмейстерском депо армии США в Мэриленде,
Во времена Великой Депрессии рынок дорогих автомобилей потерпел крах, и чтобы сохранить свой бизнес, в 1931 году Уолтер решил объединиться с Херрингтоном с целью перепрофилировать бизнес на производство военных полноприводных грузовиков. Компания стала называться Marmon-Herrington в честь фамилий двух ее создателей.
Первый свой контракт компания получила в марте 1931 года на производство 33 заправщиков самолётов, она успешно выполнила контракт и продолжила производить грузовики для армии США. В 1932 году компания построила свой первый грузовик с прицепом для строительства нефтепровода в Ираке. В 1933 году компания осуществляла поставки грузовиков и командирских машин в Иран. Однако компания попала в затруднительное положение: армейские заказы были очень небольшие, а попытка продажи военных грузовиков гражданским не увенчались успехом, поэтому в 1936 году компания объединяет свои усилия с Ford и выпускает свой первый полугусеничный тягач T9 Ford–Marmon-Herrington, который успел поучаствовать во Второй мировой войне. При этом Marmon-Herrington резко сократил выпуск своей техники, сосредоточившись на доработки уже готовый техники компании Ford.
В 1938 году Ford–Marmon-Herrington запускает серию LD, в которую вошёл лёгкий артиллерийский тягач LD3-4 — пикап весом в 0.5 т, ставший основой для советского ГАЗ-61-416. В том же году на основе комплектующих компании был выпущен бронеавтомобиль Marmon-Herrington для южноафриканской армии, который позже активно применялся в Северной Африке.
В 1940 году продавала более 70 вариантов техники на шасси Ford, в числе которых были пожарные машины, снегоуборощики и также разнообразная строительная техника. Однако продавались эти машины довольно плохо, гражданские не сильно были в них заинтересованы, а армия США не хотела покупать переделки машин Форда, поэтому основными заказчиками компании стали иностранные армии, так, после потери огромного числа техники в Франции, Великобритания стала главными покупателем. Большой заказ на танки Marmon-Herrington CTLS был получен также от Нидерландов, которые планировали использовать их в Голландской Ост-Индии.

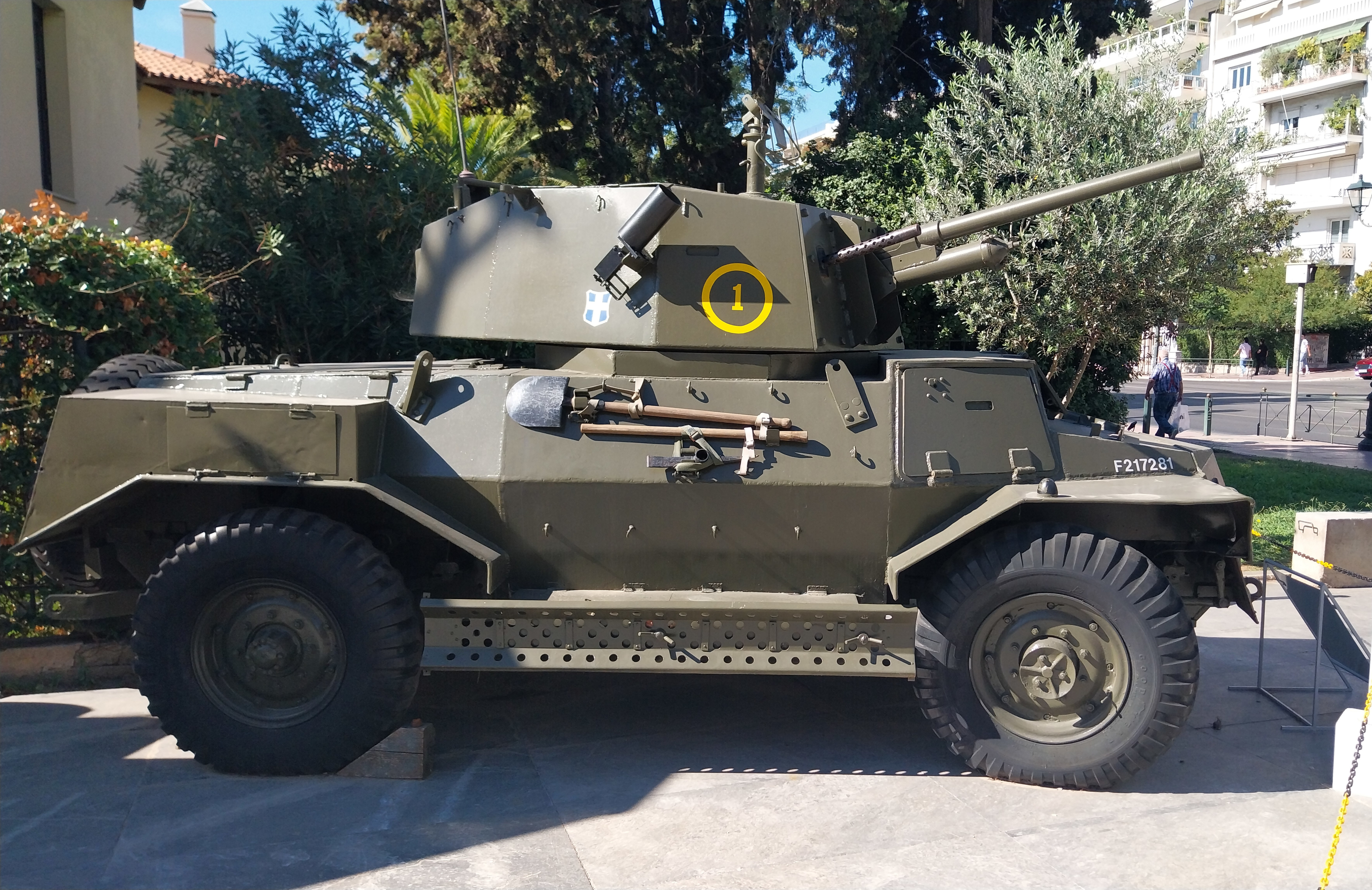
Бронеавтомобиль Мармон-Херрингтон

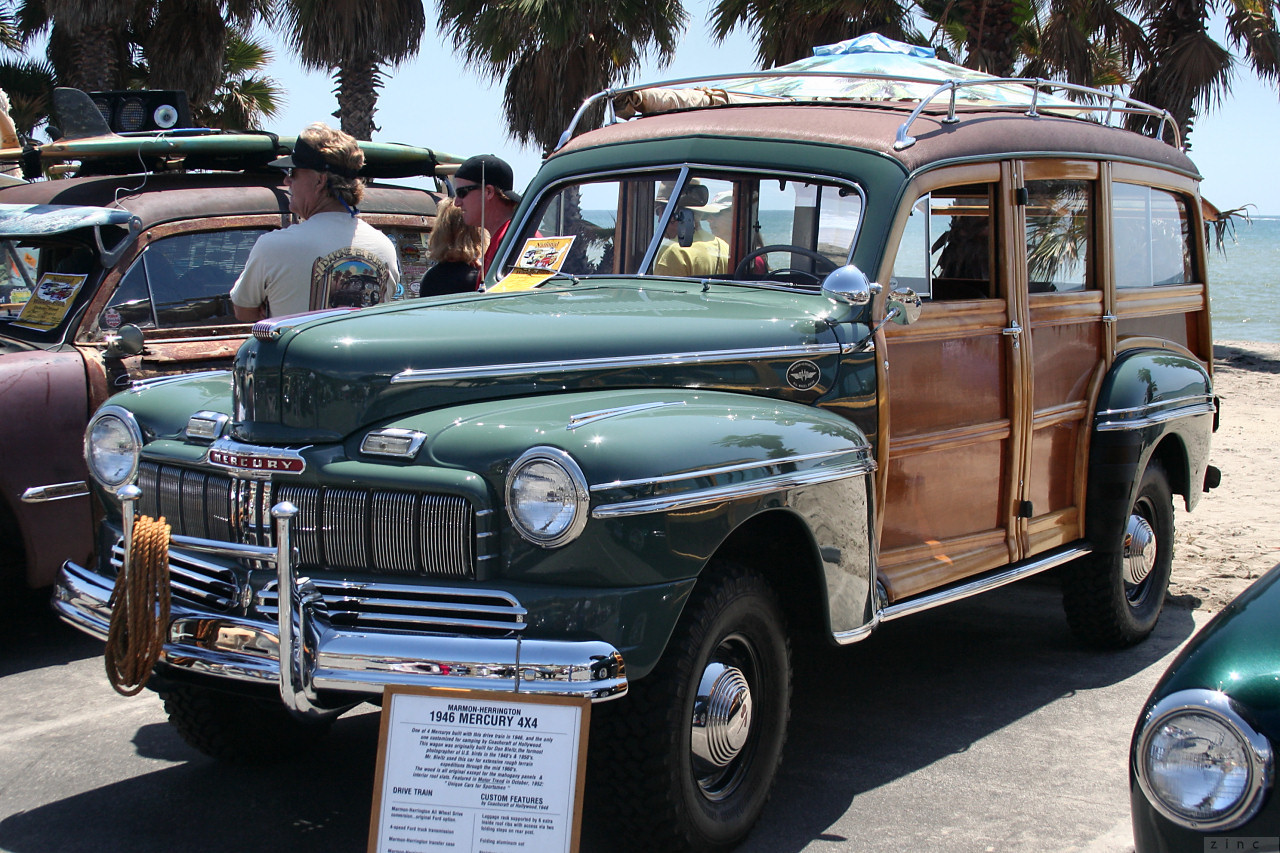
Меркури 4х4 1946 года

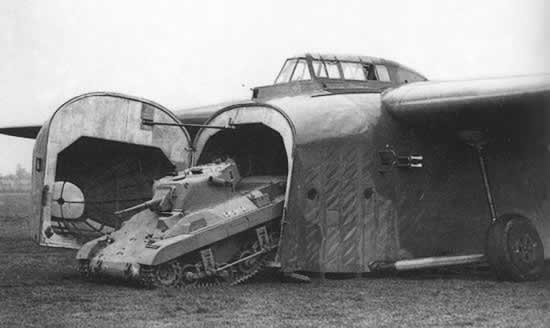
M22 «Локаст» выезжает из самолёта

В 1941 году британская армия искала замену авиадесантному танку Тетрарх, из-за недостатка промышленных мощностей для его производства, они обратились к американским корпорациям General Motors, Marmon-Herrington и также к инженеру Джону Кристи, создателю знаменитой подвески Кристи. Масса танка обязательно должна быть более 7.5 т, экипаж должен состоять из 2-3 человек и наличие 37-мм пушки со спаренным пулемётом. По решению комиссии была принята разработка Мармон-Хэррингтон, сначала получивший обозначение Т9. а позже М22 Локаст, всего их было выпущено 830 штук, 230 из которых были отправлены в Великобританию.
После войны спрос на военную технику сильно упал, поэтому компании пришлось начинать переориентироваться на гражданское производство. В 1946 году она выпустила свой первый троллейбус, ставшим самым продаваемым троллейбусом послевоенной эпохи. Всего с 1946 по 1959 год было выпущено 1624 троллейбуса, но со временем рынок троллейбусов как и другого общественного транспорта в США постепенно угасал. что ослабило позиции компании.
В 1960 году компанию выкупила семья Прицкеров, отказавшись от производства транспортных средств, чертежи грузовиков были переданы новой компании Marmon Motor Company. В 1963 году компания закрыла производства и переехала из Индианаполиса в Луисвилл, оставшиеся производственные линии из других городов были переданы Marmon Group. После этого компания занималась производством самолётов и оборудованием для ракет. В это же время компания также начинает производить станки для металлопроката.
Однако и по сей день компания занимается переделывыванием грузовиков в полноприводные модели, производством трансмиссий и мостов для военной техники.
В 2008 году контрольный пакет акций был куплен холдинговой компанией Berkshire Hathaway.